# Lugongolweni
Lugongolweni – inkhundla w dystrykcie Lubombo w Królestwie Eswatini. Według spisu powszechnego ludności z 2007 r. zamieszkiwało go 15 519 mieszkańców. Inkhundla dzieli się na cztery imiphakatsi: Langa, Makhewu, Mlindazwe, Sitsatsaweni.